# Короткие рассказы из Хогвартса о власти, политике и назойливых полтергейстах
«Короткие рассказы из Хогвартса о власти, политике и назойливых полтергейстах» (англ. Short Stories from Hogwarts of Power, Politics and Pesky Poltergeists) — книга Джоан Кэтлин Роулинг, увидевшая свет на сайте Pottermore 6 сентября 2016 года одновременно с книгами «Хогвартс: Неполный и недостоверный путеводитель» и «Короткие рассказы из Хогвартса о героизме, лишениях и опасных хобби». Эти три книги изданы только в электронном виде.
Эта небольшая книга рассказывает об истории Министерства магии и его руководителях, тюрьме Азкабан, биографиях Долорес Амбридж, Горация Слизнорта и Квиринуса Квирелла, а также о волшебных зельях и инструментах их приготовлениях. Последняя глава посвящена полтергейсту Пивзу. Книга содержит не только художественное повествование, но и «заметки на полях» самой писательницы, объясняющие, как и почему персонаж родился именно таким и получил своё имя.

## Глава 1

### Долорес Амбридж
Первый из «Рассказов из Хогвартса о власти, политике и назойливых полтергейстах» рассказывает о происхождении и пути к власти Долорес Амбридж, хитростью, лестью и интригами проложившей себе путь из семьи скромного сотрудника Министерства магии до инспектора школы Хогвартс и главы комиссии по регистрации маглорожденных в Министерстве магии.
Роулинг признаётся, что образ чрезмерно слащавой женщины с маленькой сумочкой и нелепой заколкой родился у неё под впечатлением от одной из своих коллег, а любовь к сладкому чаю, по её мнению, часто идёт рука об руку с жестокостью.

Имя и фамилия персонажа были выбраны автором из следующих соображений:
Имена Амбридж были подобраны специально. «Долорес» означает горе — то, что она, без сомнения, причиняет всем окружающим. «Амбридж» происходит от английского выражения «to take umbrage» — оскорбляться. Долорес оскорбляет любое возражение её ограниченному взгляду на мир: я подумала, что её фамилия выражает мелочность и негибкость её характера. 

## Глава 2

### Министерство магии
В главе перечисляются министры магии, занимавшие этот пост с момента основания Министерства в 1707 году. Из главы читатель узнаёт о том, что проблема чистокровности беспокоила магическое сообщество на протяжении сотен лет, и пост министра занимали то противники, то (реже) сторонники толерантного отношения к полукровкам, а также об участии магов в истории не-магического человечества (в частности, в Крымской, Первой и Второй мировой войнах).

### Азкабан
Самая страшная и единственная в своём роде тюрьма была создана на одном из островов в Северном море по противоречивым причинам. С одной стороны, недавно созданное Министерство магии нуждалось в месте, где могли бы содержаться провинившиеся волшебники без риска их побегов, сопровождавшихся, как правило, демаскирующими магический мир «спецэффектами». С другой — оставшееся без «еды» скопление дементоров на острове, где маг Экризидис ранее пытал заблудившихся моряков, рисковало в поисках новых жертв распространиться всё дальше и дальше. С целью снабдить дементоров постоянным притоком «пищи» Министерство магии стало направлять в Азкабан всё новых и новых узников. В конечном счёте, уже после Второй Магической войны и окончательного падения Волан-де-Морта дементоры были изгнаны из Азкабана, а тюрьма стала охраняться мракоборцами. 
Название «Азкабан» происходит из названия тюрьмы Алькатрас, наиболее близкого маглового эквивалента (она тоже находится на острове), и ивритского слова «абаддон», которое означает «место разрушения» или «глубины ада». — Дж. К. Роулинг.

## Глава 3

### Гораций Слизнорт
Читатель узнаёт про детство, раннюю читательскую карьеру Слизнорта, его взаимоотношения с Волан-де-Мортом, периоды его жизни в отставке и в бегах, а также во время возвращения в Хогвартс и битвы за школу, в которой Слизнорт, стремясь искупить свои прошлые грехи (содействие Тёмному Лорду в поисках информации о изготовлении крестражей), сражался храбро и упорно.

О выборе имени для героя Роулинг пишет так:
«Квинт Гораций Флакк был одним из величайших римских поэтов, который более широко известен под именем Гораций. Он дал Слизхорну два его личных имени. Фамилия „Slughorn“ (Слизхорн) происходит от шотландского (гаэльского) слова „sluagh-ghairm“, означающего „боевой клич“, от которого образовалось слово „slughorn“ — „боевой горн“. Мне нравилось это слово: то, как оно выглядит и как звучит, а также его многочисленные ассоциации. В исконном гаэльском слове есть некий элемент жестокости, тогда как образовавшееся от него английское слово, кажется, обозначает усик слизняка (Arion Distinctus); все в комплексе работает отлично, создавая впечатление незлобивого человека, ведущего сидячий образ жизни. Элемент „хорн“ (горн, труба) намекает на его обыкновение трубить о своих знакомствах с разного рода знаменитостями». — Дж. К. Роулинг.

### Зелья
В короткой главке писательница опровергает надежды некоторых своих читателей на то, что волшебные зелья можно изготовить в магловском мире — без волшебной палочки ни один из рецептов не будет результативным.

### Оборотное зелье
«Я помню, как составляла полный список ингредиентов для приготовления Оборотного зелья. Каждый подбирался очень тщательно: шелкокрылые или сетчатокрылые мухи (lacewing: первая часть намекает на переплетение или связь двух личностей); пиявки (чтобы высасывать натуру одного человека и впрыскивать её в другого); рог двурога (идея дуализма); спорыш (англ. knotgrass, то есть опять же что-то, что привязывает одного человека к другому); приливные водоросли (изменчивость тела, когда оно превращается в другое) и кожа бумсланга (сброшенная чужая кожа и новое содержание). Название „Polyjuice“ должно вызывать несколько ассоциаций. „Poly“ означает „много“ и даёт нам идею того, что это зелье способно превращать вас во множество разных людей; но „Polyjuice“ также можно связать с „Polydeuces“, то есть Полидевком (который в древнегреческой мифологии был близнецом)». — Дж. К. Роулинг. 

### Котлы
Котлы, а не какие-то иные сосуды, используются для зельеварения по причине обязательности варки ингредиентов на открытом огне, где плохо подойдут кастрюля или другие принадлежности с обычной кухни.

## Глава 4

### Квиринус Квиррелл
Трагическая судьба молодого, но самолюбивого мага оказалась продиктована особенностями его характера: робкий, нервный и часто обижаемый окружающими, Квиррелл решил разыскать ослабленного развоплощением Волан-де-Морта, чтобы узнать у него секреты колдовской силы. Однако даже почти призрачный Тёмный Лорд легко завладел Квирреллом и фактически поселился в нём, как в крестраже. 
«Квирин — римский бог, о котором имеется мало информации, однако обычно его связывают с войной: намек, что Квиррелл вовсе не такой робкий, каким кажется. „Квиррелл“ звучит почти что как squirrell, то есть „белка“: маленькое, милое и безвредное существо; также звучание его фамилии похоже на слово „quiver“, „дрожать“, что указывает на врожденную нервозность персонажа». — Дж. К. Роулинг.

## Глава 5

### Полтергейст Пивз
Вкратце рассказывается о бесконечной истории борьбы смотрителей Хогвартса с озорным полтергейстом, в которой ни одна попытка избавиться от него так и не увенчалась успехом.